# Roverchiara
Roverchiara és un comune (municipi) de la província de Verona, a la regió italiana del Vèneto, situat a uns 90 quilòmetres a l'oest de Venècia i a uns 30 quilòmetres al sud-est de Verona.
A 1 de gener de 2020 la seva població era de 2.634 habitants.
Roverchiara limita amb els següents municipis: Albaredo d'Adige, Angiari, Bonavigo, Isola Rizza, Ronco all'Adige i San Pietro di Morubio.